# Calocoris affinis

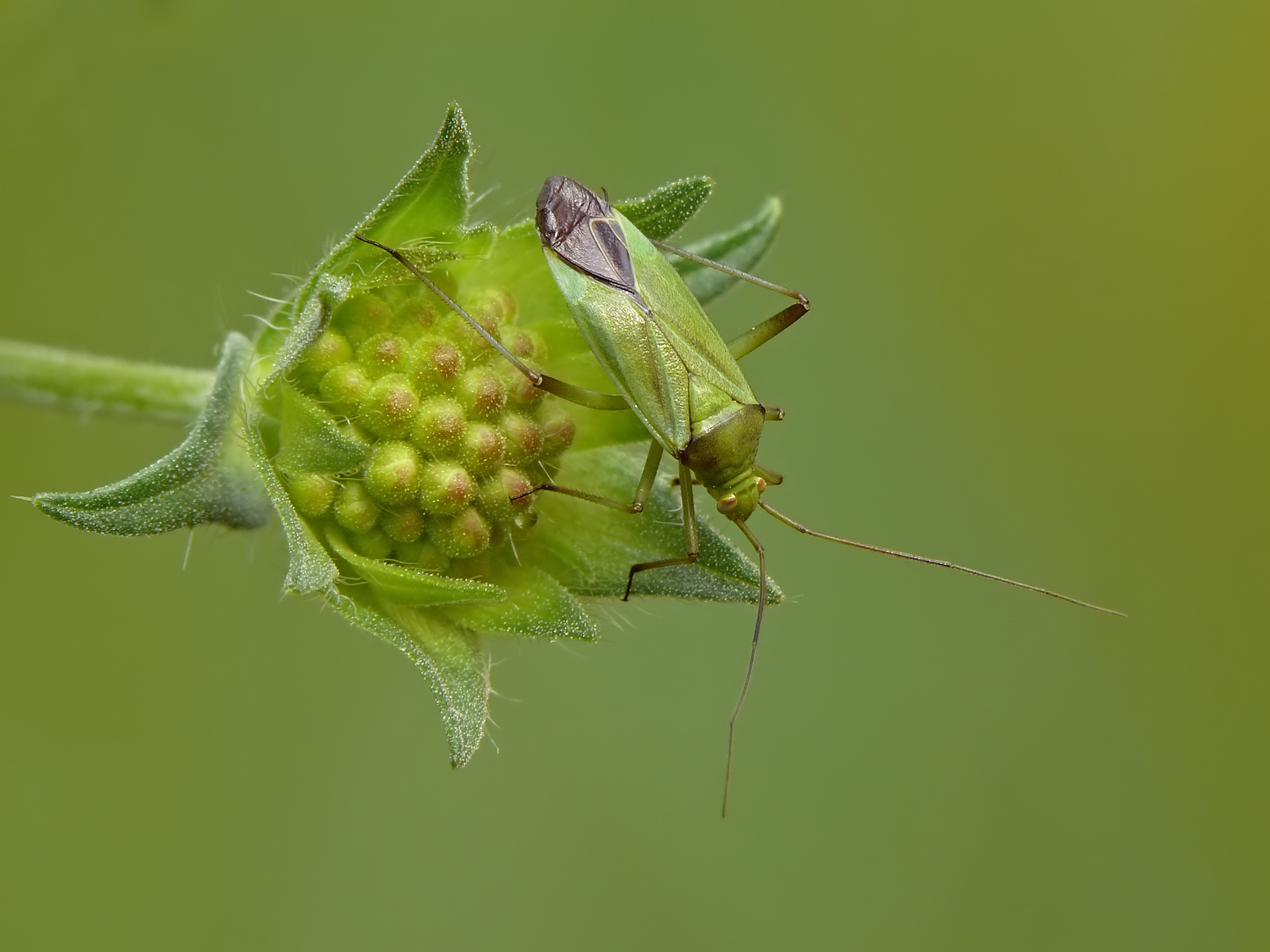
Calocoris affinis

Calocoris affinis (auch als Grüne Distelwanze und Gewöhnliche Schmuckwanze bekannt) ist eine Wanzenart aus der Familie der Weichwanzen (Miridae).

## Merkmale
Die Wanzen werden 6,8–8,2 mm lang. Sie sind wie viele andere Weichwanzen komplett grün gefärbt, sind jedoch auf Grund ihrer Größe und ihrer langgestreckten Körperform gut erkennbar. Ihre Oberfläche ist glänzend, die Membran ist braunschwarz mit einer hellen Aderung. Das basale Fühlerglied ist grün, während das 2., 3. und 4. Fühlerglied dunkel gefärbt sind. Die Schienen sind mit braunen Dornen bewehrt.

## Vorkommen und Lebensraum
Die Art kommt im westlichen Nordafrika sowie in Europa bis nach Russland vor. Auf den Britischen Inseln und im Norden Europas fehlt sie jedoch. Calocoris affinis kommt in den Mittelgebirgen häufiger vor als im Tiefland.

## Lebensweise
Die Wanzen leben polyphag an verschiedenen Pflanzenarten (insbesondere Brennnesseln). Die adulten Wanzen treten teilweise bereits ab Ende Mai neben den Nymphen auf und fliegen bis in den September. Am häufigsten sind sie in den Monaten Juni und Juli zu beobachten. Die Art ist ein Eiüberwinterer.

## Belege